# Samantha Murray

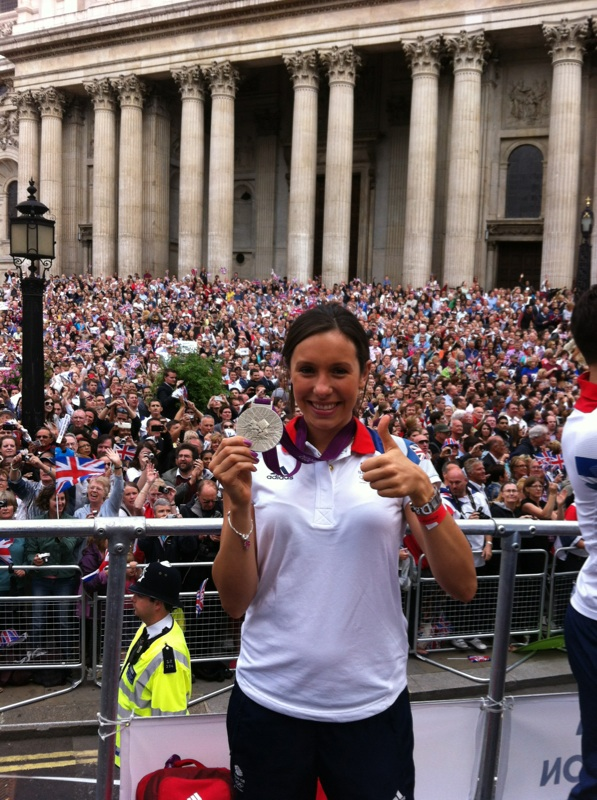
Samantha Murray.

Samantha Murray (25 de septiembre de 1989) es una pentatleta moderna inglesa. Ella ganó la medalla de bronce en el evento individual y formó parte de la medalla de oro del equipo ganador en el Campeonato Mundial de 2012. Ella ganó la medalla de plata en los Juegos Olímpicos de Verano de 2012.

## Biografía
Murray nació el nacido el 25 de septiembre de 1989 en Preston, Lancashire. Murray creció en Clitheroe y asistió a la escuela primaria de Brookside, y luego a la Escuela Secundaria Bowland en Grindleton. Murray se unió al club Clitheroe Dolphines de natación a la edad de 7 y comenzó a competir en galas locales. Fue a través del club de natación que se le pidió que pruebe un biatlón local. A pesar de que no estaba interesada en la natación, al instante tomó a correr y decidió seguir funcionando al nivel más alto.

## Vida personal
Ella es estudiante de pregrado de la Universidad de Bath, donde estudia Política y francés.